# Фірітяз
Фірітяз (рум. Firiteaz) — село у повіті Арад в Румунії. Входить до складу комуни Шагу.
Село розташоване на відстані 409 км на північний захід від Бухареста, 16 км на південь від Арада, 30 км на північ від Тімішоари.

## Населення
За даними перепису населення 2002 року у селі проживали 444 особи.
Національний склад населення села:
| Національність | Кількість осіб | Відсоток |
| -------------- | -------------- | -------- |
| румуни         | 375            | 84,5%    |
| угорці         | 64             | 14,4%    |

Рідною мовою назвали:
| Мова      | Кількість осіб | Відсоток |
| --------- | -------------- | -------- |
| румунська | 387            | 87,2%    |
| угорська  | 57             | 12,8%    |